# 青銅時代晩期崩潰

前十二世紀期間的入侵、破懷和人口流動的估計

青銅時代晩期崩潰（英語：Late Bronze Age Collapse）是指青銅時代晚期至铁器时代早期在近東、安納托利亞、愛琴海地區、北非、高加索和巴尔干半岛等东地中海地区的文明广泛发生社会崩溃的一段歷史時期，歷史記載反映其充满暴力、突如其来且造成文化断层的特性。這段時期內普遍出现了逆城市化，在安那托利亞和愛琴海地區實行已久的宮廷經濟（再分配經濟） 崩潰，導致當代東地中海諸國分解成獨立小村莊，而希腊黑暗时代正於此時開始。
前1200年至前1150年的五十年間，迈锡尼文明、巴比伦的加喜特人，安那托利亞地區的赫梯、黎凡特和埃及帝國新王國時期的文化都遭到了破壞。而黎凡特的烏加里特、亞摩利地區、盧維城邦和迦南地區的破壞，則導致已知世界的貿易路綫遭到干擾，連帶著文學作品數量的驟減。

## 過程

### 城邦的衰落與覆滅
在崩潰伊始，位於皮洛斯和加沙地區之间的城市幾乎都遭到了破壞，而其中大部分皆被放棄，包括哈图沙、迈锡尼及烏加里特。歷史學家、人類學家罗伯特·德鲁斯认为：
「在公元前13世纪末和公元前12世纪初的这四十到五十年间，东地中海地区几乎每一个重要的城市都被摧毁，其中很多再也没有被人居住。」
少數強大的國家，尤其是亚述和埃及和埃蘭，以遭重創的代價避免了覆滅。但是，踏入公元前12世紀末，埃蘭在被巴比倫王國的尼布甲尼撒一世擊敗后逐漸衰落。而尼布甲尼撒一世復興巴比倫的努力，則葬送於亞述的連串打擊。 
亞述方面，自亚述贝尔卡拉在公元前1056年死亡，接下來的100多年裡也進入了衰落期，帝國疆域急劇萎縮。到公元前1020年，亞述似乎只控制了首都附近地區。但防御良好的亞述核心地带本身在崩潰中並未受到威脅。  

### 文明的復原
漸漸地，隨著崩潰結束時，殘餘的赫梯人在奇里乞亚和黎凡特地区形成了一些小型叙利亚-赫梯国家，主要由是赫梯人和阿拉米人混合而成。在前10世纪中葉開始，一系列阿拉米人小王國在地中海東部形成，非利士人逐渐在迦南南部定居，而使用迦南语的族群已融合成以色列、摩押、以東和阿蒙等政权。
公元前1000年后不久，波斯人、瑪代人、帕提亞人等伊朗-雅利安民族最早出現在古伊朗，取代了早期居住在伊朗西北部的加喜特人、胡里安人、库提人等非印歐語民族。埃蘭人和曼努亞人繼續分別統治伊朗西南部和裏海地區。在愛琴海的東方化時期之后，古典希臘誕生了。
從公元前935年起，亞述開始中興並再次向外擴張，鑄就了新亚述帝国（公元前911-605年），該帝國控制了從高加索到埃及以及從塞浦路斯到波斯的廣大地區。弗里吉亚人、辛梅里亚人和吕底亚人到達了小亞細亞，而胡里安人在小亞細亞東部和高加索南部形成了新的政體：乌拉尔图。高加索地区也出現了科爾基斯（西喬治亞人/格鲁吉亚人）。
有人提出了許多关于崩溃的解释，但尚未达成共识；成因可能由多个因素構成，其中包括氣候變遷（包括火山喷发）、來自海上民族等外族的入侵、冶铁技術的扩散、军事武器和战术的发展以及政治、社会和经济系统崩潰等。

## 各个地区的考古学证据

### 遭受破坏的地区

#### 安納托利亞
青銅時代崩潰之前，安納托利亞（小亞细亞）由許多有著諸多不同語種的族群主導：其中包括閃米特語族的亞述人和亞摩利人、胡里安-烏拉爾圖語系的胡里安人、語系不明的哈梯人，以及後來到達的印歐民族，如盧維人、赫梯人、卡斯基亞人、米坦尼人和邁錫尼希臘人。從公元前16世紀開始，作爲印度-雅利安語支少數移民群體 —— 米坦尼人形成了對胡里安-烏拉爾圖語系的胡里安人之統治 。
無獨有偶地，使用印歐語的赫梯人吸收和同化了非印歐語的哈梯人。哈梯語的歸屬不明，可能屬於北高加索語系，也可能是一種孤立语言。

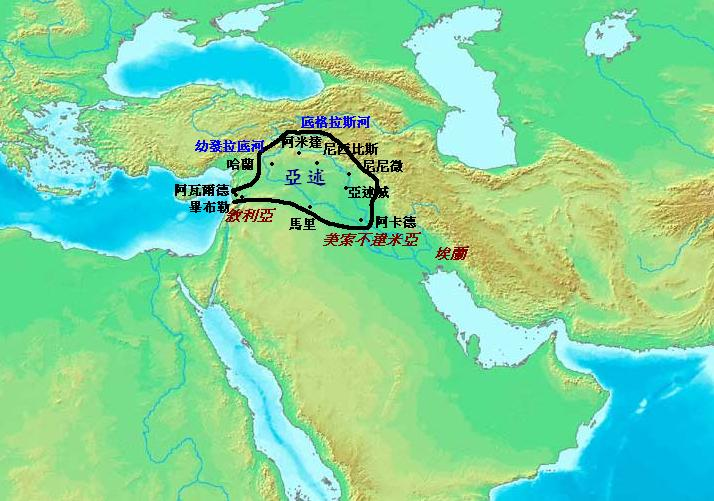
中亞述時期（公元前1115－1077年）

除了在強大的中亞述帝國控制下亞述地區以及小部分部分安納托利亞地區之外，其餘安納托利亞遺址含有破壞層。考古顯明後來的文明水平即使再過一千多年也沒有恢復到往日亞述和赫梯的高度。當時赫梯已經在与同樣虛弱的中亞述帝國的对抗中兵敗和喪失領土而遭到削弱，然後在赫梯帝国首都哈圖薩被焚毀時受到了致命一击，自此哈圖薩成爲了空城，再也無人居住。哈图沙很可能是被黑海南部沿海地區卡斯基亚人土著居民焚毁的，弗里吉亚人也許也出了一臂之力。
加魯蘭城（今天的安卡拉附近）被焚毁，尸体未被埋葬。许多其他未被摧毁的遗址也被放棄。 特洛伊战争中的特洛伊至少遭到两次摧毁，被廢棄至罗马时代。 
弗里吉亚人于公元前13世纪已到达博斯普鲁斯海峡或高加索地区，其在公元前12世纪铁器时代早期被亚述人征服。其他几批印欧语系民族跟随弗里吉亚人遷入该地区，包括著名的多利安人和吕底亚人。
在青铜时代崩溃之后的几个世纪中美索不達米亞和南高加索出現了辛梅里亚人和斯基泰人、闪米特语的阿拉米人、南高加索语系/卡特维尔语系的格鲁吉亚人前身科爾基斯人、复兴的胡利安人、烏拉爾圖、奈理和舒普里亞。亚述人則繼續通过征服与接触的新民族和政权，这与他们对该地区以前的政权所采取的政策一致。然而，亚述在公元前11世纪下半叶逐渐撤出大部分地区，尽管他们偶尔继续军事行动，以保护其边界并保持贸易路线畅通，直到公元前10世纪后期亚述再次迎来了一段蓬勃的扩张期。
安纳托利亚的以下遗址提供了文明崩溃的考古证据：
- 特洛伊
- 米利都
- 哈图沙[14]
- 梅爾辛
- 塔胡恩塔薩

#### 塞浦路斯
青铜时期晚期的崩溃伴随着安哥米、基提翁、信他等城市的洗劫和焚毁，使得塞浦路斯从塞浦路斯晚期II（Late Cypriot II / LCII）进入塞浦路斯晚期III（Late Cypriot III / LCIII），城市在被废弃以前可能遭遇过两次破坏。赫梯国王图德哈里亚四世（约公元前1237年至1209年在位）统治期间，赫梯人短暂入侵了该岛，以保护铜资源或防止海盗行为。 
此后不久，图德哈里亚四世的儿子在公元前1200年左右重新占领了该岛。一些城镇显示了LCII末期被毁的痕迹。
阿拉希亚遭受了海上民族的劫掠，于公元前1085年不复存在。
一些较小定居点（如阿基奧 迪米特里奥斯和克金奧克里穆斯）以及许多其他地点被废弃，但没有破坏的痕迹，但在克金奧克里穆斯发现了许多铁匠隐藏的物品。没有人回来取走这些宝物，这也許表示他们被杀死了或沦为奴仆。該地區到了铁器时代初期随着腓尼基人和希腊人的定居才恢复生机。 
塞浦路斯的以下遗址提供了文明崩溃的考古证据：
- 帕利奧卡斯托(Palaeokastro)
- 拉納卡
- 安哥米（英语：Enkomi）
- 基提翁
- 信他（英语：Sinta,_Cyprus）

#### 叙利亚

青铜时代崩溃的地图

古代叙利亚的主要居民是一些讲闪米特语的民族，其中最主要的有使用东闪米特语的政权埃勃拉、阿卡德帝国、使用西北闪米特语的烏加里特和亞摩利人。叙利亚在这段时间被称为「亞摩利之国」（The land of the Amurru）。 
在青铜时代的崩溃之前，叙利亚就已經成为赫梯、亚述人、米坦尼和埃及四個帝國之間的战场。在公元前15至13世紀末，亚述人摧毁了胡利安-米坦尼帝国，吞并了赫梯王国的大部分，此前埃及帝国未能征服赫梯，且畏惧不断增強的亚述，已撤离该地区，这使得这一地区主要都被亚述人掌控，此狀況持續至公元前11世纪晚期。后来，沿海地区受到海上民族的攻击。在此期间，从12世纪開始，不断涌入的西北闪米特民族阿拉米人成为这一地区的多数族群，讲迦南语的腓尼基沿海地带以外的区域最终以阿拉米语为主，与之对应的，这一地区也被称作亚拉姆/阿拉米或伊泊拉里。
公元前12世纪，巴比伦人在尼布甲尼撒一世的统治下短暂地复兴，并在叙利亚地区也获得一个立足之地，不过他们也很快被其邻国亚述所征服。
现代语言里的「叙利亚」一词是「亚述」在印欧语系里的變體, 一直等到塞琉古帝国时期才成为黎凡特的正式名称（参见叙利亚#語源）。
黎凡特的考古遗址在青铜时代晚期就有与美索不达米亚（苏美尔、阿卡德、亚述和巴比伦）、安納托利亞 （哈图沙、胡里安人、卢维人和后来的赫梯）、埃及和青铜时代的爱琴海进行贸易的证据。烏加里特的考古证据表明，此地的毁灭发生在麦伦普塔统治時期（约公元前1213 - 1203年在位）。乌加里特在青铜时代的最后一个国王阿姆穆拉比与赫梯最后一位已知的国王苏庇路里乌玛二世是同一时代，但他在位的确切日期尚不清楚。 
一块因城市大火而燒焦的泥石板上保存着一封国王寫的信。阿姆穆拉比强调许多黎凡特城邦在重重打击下而面临着严重的危机。在给阿拉希亚
国王援助请求的回信（RS 18.147）里，阿姆穆拉比强调乌加里特面临着一个令人绝望的局面：
我的天父啊，看啊，敌人的战舰来到这里了，我的城市被烧毁，他们对我的国家犯下诸多罪恶之事。我父难道不知道我所有的军队和战车都在赫梯、我所有的船都在卢卡吗？…… 因此，这个国家被抛弃了。愿我父了解这一点：敌人的七艘战船来到这里对我们造成了极大的损失。
塞浦路斯的高级执政官在信件（RS 20.18）中回复到：
至于那些敌人：他们是来自贵国的人，是您的船做出了这一切！是贵国的人犯下了这些罪过……我写信是要告诉您并保护您。小心！
卡尔凯美什的统治者派出军队前去援助乌加里特，但乌加里特已遭遇洗劫。在这次破坏之后送出的一封信说到：
当您的信使到达的时候，我们的军队已蒙受屈辱，我们的城市已遭遇洗劫。我们打谷场的粮食被烧尽，葡萄园也被破坏。我们的城市正遭遇洗劫。愿您知悉！愿您知悉！
乌加里特的破坏地层里包含希臘銅器時代晚期IIIB（Late Helladic IIIB / LH IIIB）的文物，但没有LH IIIC的文物（请参阅迈锡尼文明）。因此，破坏时间对于LH IIIC阶段的断代很重要。由于在破坏地层上发现了带有法老王麦伦普塔名称的埃及剑，因此公元前1190年被确定为LH IIIC的开始时间。1986年发现的楔形文字板表明，乌加里特是在麥倫普塔死后被摧毁的。人们普遍認爲，乌加里特已经在公元前1178年拉美西斯三世統治的第八年被摧毁。而塞浦路斯阿拉希亚城中的一封因城市毁坏而在大火中燒焦的信件提到了「海上袭击」，信上则说城市已经被海上袭击者摧毁。
西闪米特分支阿拉米人最终取代了同爲闪族的亞摩利人、迦南人和烏加里特人。阿拉米人以及腓尼基的迦南人和叙利亚-赫梯人在人口上成为该地区的统治者。然而整個黎凡特和其居民依然被中亚述帝国在政治和军事上统治并征服，直到亚述帝国在公元前11世纪撤出该地区为止。不過，随着新亚述帝国在公元前10世纪后期的崛起，整个地区再次落入亚述的統治。 
敘利亞的以下遗址提供了文明崩溃的考古证据：
- 烏加里特
- 苏卡斯（英语：Tell_Sukas）
- 卡迭石
- 卡特纳
- 哈马斯
- 阿拉拉克（英语：Alalakh）
- 阿勒颇
- 埃玛（英语：Emar）

#### 南黎凡特

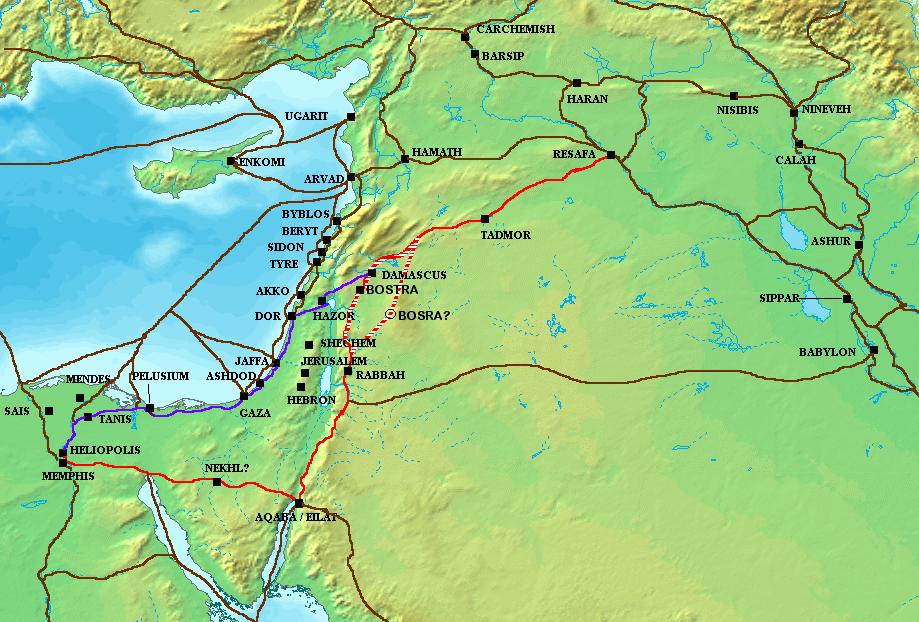
「沿海大道」途徑地區（紫色）公元前1300年代

埃及的考古证据表明，从霍朗赫布（公元前1319或1306年至公元前1292年在位）统治时期，游牧的沙苏人比起早期的阿比鲁人是更大的威胁。拉美西斯二世（公元前1279年-1213年）向他们发起了进攻，将他们驱逐至摩押，在卡迭石战役侥幸胜利之后，在摩押建立了一座堡垒。在麥倫普塔统治期间，沙苏人威胁到了北起加沙的贸易路线「沿海大道」的安全。考古证据表明，代尔阿拉在塔沃斯塔王后（公元前1191年至1189年在位）统治后被毁。
拉美西斯三世（公元前1186年至1155年在位）统治期间，埃及驻军短暂地重新占领了后来被摧毁的代尔拉基什。从加沙向北的沿海路线上所有城镇都被摧毁，考古证据显示加沙、阿什杜德、亚实基伦、阿卡和雅法被烧毁，在长达三十年的时间里无人居住。内陆地区的夏瑣、伯特利、貝特謝梅什、伊贡、德比尔等地也被破坏。从沿海地区逃离的难民可能与来袭的游牧民族和安纳托利亚人融合在一起，开始在高地发展梯田小村庄，这与希伯来民族的形成有关。
在拉美西斯三世统治时期，非利士人被允许定居在从加沙到雅法之间的沿海地带，丹尼亚人（可能是圣经中的但支派，或更可能是阿达纳人）则定居于雅法到阿卡以及阿卡的切克爾地区。如威纳蒙的故事所言，这些定居点很快实现了独立。
南黎凡特的以下遗址提供了文明崩溃的考古证据：
- 夏瑣
- 阿卡
- 米吉多
- 代尔阿拉（英语：Deir_Alla）
- 伯特利
- 貝特謝梅什
- 代尔拉基什（英语：Tel_Lachish）
- 阿什杜德
- 亚实基伦

#### 希腊
青铜时代后期的迈锡尼宫殿没有一个得以幸存（雅典衛城的Cyclopean masonry防御工事可能是一个例外），其中宫殿和防御工事遭受的破坏最为严重。底比斯是現存年代最早的例子之一，其宫殿在公元前1300年至1200年间多次被洗劫，最终被大火完全烧毁。罗伯特·德鲁斯强调了洗劫對底比斯造成巨大破壞，令底比斯至少在12世纪后期才在希腊恢复重要地位。许多遗址都沒有佐證希臘衰退和崩潰的原因，故此學界目前無法完全確認雅典发生了什么。尽管雅典在青铜时代崩溃期间有大幅衰退的跡象，卻没有证据表明當地曾有足以讓其衰落的重大破壞。。此外，附近防御工事的增加说明当时的人们非常担心雅典的没落。因此文森特·德斯伯勒（Vincent Desborough）断言，儘管此時期的雅典人口依然充足，防禦工事的存在證明了當時人们从城市遷出是为了应对最初的衰落。不過，从雅典向外的移民可能不是因为暴力事件，有人提出了其他原因；南希·德曼德（Nancy Demand）认为，环境变化很可能在雅典的崩溃中发挥了重要作用，她特别指出，「在雅典存在封闭且受到保护的获取水源的手段」，比如位於高處的井。被圍住的水泉，是该地区持续干旱的证据，这可能导致了对进口的依赖。

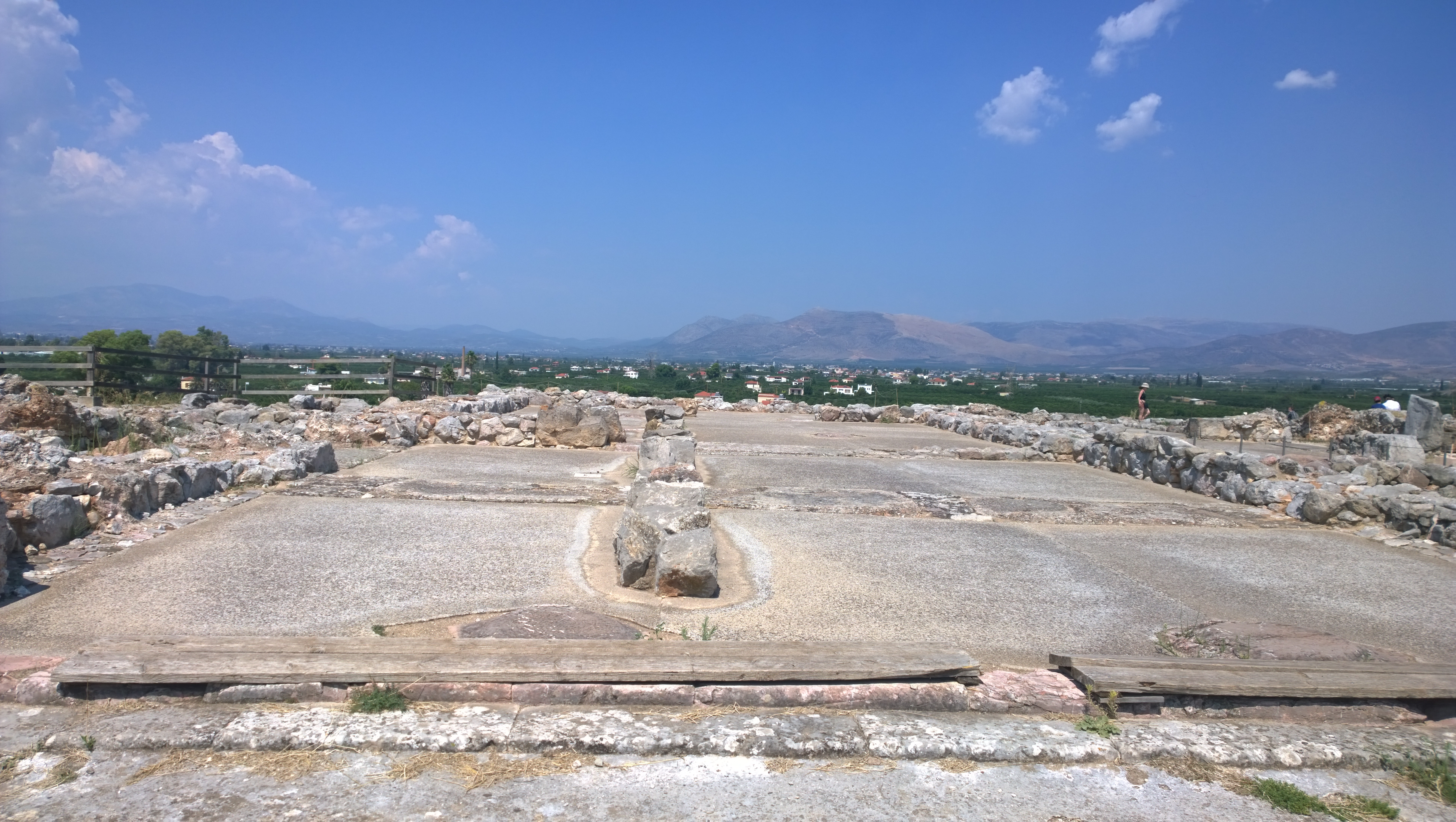
梯林斯宫殿的正厅图，这是毁于青铜时代崩溃期的诸多希腊宫殿之一。

伯罗奔尼撒半岛多达90%的小型定居点被遗弃，说明人口大量减少。同样，与希腊的许多受到破坏的地点一样，目前尚不清楚當時定居點受到了何种程度的破壞。例如，埋在迈锡尼建筑物废墟下的碎尸證明迈锡尼最初是在公元前1250年的一次地震中被摧毁的。但是，该遗址被重建后，在公元前1190年又一次遭到一系列重大火灾。罗伯特·德鲁斯提出，火災可能是对该城及其宫殿的袭击造成的；然而，埃里克·H·克莱因指出，没有考古证据可以证明发生过袭击。因此，虽然火灾肯定是造成破坏的原因，但尚不清楚是由谁造成的。
公元前1200年的梯林斯也发生了类似的情况，当时地震摧毁了包括宫殿在内的整个城市；但是，地震发生后一段时间，梯林斯可能仍有人继续居住。因此，普遍的观点是，地震并没有永久性地破坏迈锡尼或梯林斯，正如盖伊·米德尔顿（Guy Middleton）所指出的「物理破坏不能完全解释这种崩溃」。德鲁斯指出，有人继续居住并试图重建城市，这表明梯林斯當時依然是一个定居点。相反，德曼德指出原因可能又是环境问题：當地缺少本土生产的食物，加之宫殿在管理和储存进口食物方面的重要作用，意味着宫殿的破坏只会加剧粮食短缺這一衰退的重要因素。此外，贸易这一因素的重要性也得到了斯庇洛斯·拉科維迪斯的支持，他指出，没有证据表明迈锡尼是因暴力衝突而衰退的，也没有证据表明这种衰退是突然发生的。
皮洛斯的破坏则有更多的线索，约公元前1180年发生于该城市的破坏极为剧烈且波及范围广，这反映了该城市遭遇的是一场暴力破坏。皮洛斯出土了一块讨论「守卫海岸的瞭望者」的石板，暗示可能是来自海上的袭击。埃里克·克莱恩 驳斥了这一观点，认为虽然这块石板确实提供了守卫者瞭望的目标和原因，但海上民族的入侵并不构成皮洛斯衰落的因素。然而，德曼德辩称，无论来自海洋的威胁是什么，它至少在阻碍贸易乃至重要粮食进口方面，都在一定程度上导致了城市的衰退。
青铜时代的崩溃标志着所谓希腊黑暗时代的开始，该时期持续了约400年，并随着古風時期的到来而结束。雅典等其他城市继续有人居住，但影响局限于当地，贸易的证据有限，且文化贫乏，知道数个世纪後才恢复。  

### 幸免于難的地区

#### 美索不达米亚
中亚述帝国（公元前1392–前1056年）摧毁了胡里安-米坦尼帝国，兼并了赫梯帝国的大部分，并重创埃及帝国，在青铜器晚期文明崩溃期刚开始时，控制着一个北达高加索山脉、南至阿拉伯半岛、东迄古伊朗、西到塞浦路斯的辽阔帝国。然而，在公元前12世纪，位于安纳托利亚的亚述辖地受到了穆什基人的打击（这一民族可能是弗里吉亚人），位于黎凡特的亚述辖地则受到阿拉米人的攻击，但提格拉特帕拉沙尔一世（公元前1114–前1076年在位）成功抵御了这些攻击，征服了入侵者。这一时期的多数时间里，中亚述帝国都幸免于难，并时常直接统治巴比倫尼亞，控制安纳托利亚的东南部和西南部、伊朗的西北部、叙利亚地区中部和迦南，直抵地中海和塞浦路斯。
亚述及其殖民地幸運地避免了海上民族的侵扰，其後十阿拉米人和弗里吉亚人成为亚述的臣民，而同時埃及和东地中海大部分地区都遭到了海上民族的劫掠。亚述人还趁機頻頻征服腓尼基和东地中海等地。然而，亚述贝尔卡拉于公元前1056年去世之后，亚述撤回至天然边界以内，占据相当于今天的伊拉克北部、叙利亚东北部、伊朗西北边缘和土耳其东南等区域。亚述维持了稳定的王权统治，拥有當代世界一流的军队以及有效的民间管理，使其幸免于这一时期的文明崩溃。亚述的书面记录不计其数，且在这一时期最为前后一致。亚述仍然有能力在必要的情况下向四面八方，無論遠近地投放军队。从公元前10世纪后期开始，亚述重新恢复了其国际影响力，新亚述帝国成为当时的世界上最大的国家。
巴比倫尼亞的情形则不同。在亚述人撤出以后，巴比伦依然周期性地成为亚述和埃兰的附庸，新来的闪米特族群如阿拉米人、苏梯人、还有青铜晚期文明崩溃之后的迦勒底人不受限制地从黎凡特涌入巴比伦尼亚，巴比伦国王的势力收缩至巴比伦城的范围内。巴比伦还受到了舒特魯克·納克杭特国王统治下埃兰人的洗劫，并让亚述获得了迪亚拉河（底格里斯河支流，今伊拉克東部）河谷的控制权。

#### 埃及
埃及帝国在公元前12世纪中期（拉美西斯六世统治时期，公元前1145 - 前1137年）似乎没有受到威胁。在此之前，麦伦普塔赫石碑（约公元前1200年）记述了来自利比亚的普特里安人（Putrians）以及若干其他族群的攻击（利比亚战争），还有在迦南地区的亚实基伦、雅罗安等城邦以及以色列人的叛乱。
拉美西斯三世（公元前1186 - 前1155年在位）统治期间则遭遇了非利士人、切克爾人、施尔登人、丹尼亚人等族群的侵扰，爆发了尼罗河三角洲战役和佳伊战役。
努比亚战争、第一次和第二次利比亚战争及北方战争，拉美西斯均取得胜利。然而，尽管尚未完全崩溃，埃及的经济不堪重负。
通过打击利比亚人、海上民族和努比亚人，埃及周围的领土在青铜晚期文明崩溃时完好无损。另外，拉美西斯在亚洲的军事行动也严重破坏了埃及经济。根据文献记述，埃及在叙利亚的战争中取得胜利，拉美西斯对此评价道：
“我的宝剑如门图神一样伟大且威力无穷。没有什么地方可以守住我军的进攻。我是一个以杀戮为乐的国王。而我的统治重获和平。”

## 影响
罗伯特·德鲁斯将这些文明的崩溃描述为「古代史里最可怕的灾难，甚至比西罗马帝国的崩溃更为不幸。」对这一灾难时期的文化记忆反映在「失落的黄金时代」这一概念中。例如，古希腊诗人赫西俄德曾提及黄金时代、白银时代和青铜时代，与当下残酷的黑铁时代之间隔着一个英雄时代。罗德尼·卡斯特东（Rodney Castledon）认为，青铜时期文明崩溃的记忆影响了柏拉图在蒂邁歐篇和克里提亚斯中提到的亚特兰蒂斯故事。

## 可能原因
现已有若干理论来解释青铜时代文明崩溃的原因，其中许多是相通互補的。   

### 环境因素

#### 火山爆发
一些研究古埃及的学者推定冰岛的海克拉火山3号爆发（Hekla 3 volcanic eruption）发生于公元前1159年，并认为是该事件导致了拉美西斯三世时期的饥荒；其他时间推断从公元前1021年（±130）到公元前1135年（±130）和公元前929年（±34）不等。其他学者则搁置该争议，采取比较中性且模糊的「距今3000年」的说法。

#### 干旱
一些研究推测干旱是造成青铜时代晚期文明崩溃的原因之一。
由于青铜时代晚期一些严重的干旱事件，地中海地区树木覆盖量减少。有报告显示青铜时代晚期出现大量的移民。科学家指出地中海森林的收缩是由于干旱而不是物种驯化。
根據碳同位素測年法與氧氣同位素的分析，在公元前1350至1124年期間，地中海淺水生物組成和水面溫度發生了巨大變化，提供了地區地表溫度下降2°C的證據。而地表溫度的下降引致降雨量減少，故此東地中海地區在該年代的某一階段開始變得極爲乾旱，嚴重影響了農業活動。同時死海地区（今以色列和约旦）的水位高度下降了50米以上，根据该地区的地理条件可知，水位如此大幅度的下降说明周围山区的降雨量应该微乎其微。這個乾旱低溫時期的具體開始與結束時間無法被準確判斷，然而氣候學家保羅﹒馬耶夫斯基 （页面存档备份，存于）認爲這一「突然性氣候轉變」時間與公元前1500-500年代的太陽微小期吻合，故研究人員將此事件定位於公元前第一千年前後。
除了受到影响的地区以外，尼罗河的干旱也被认为是海上民族崛起的助力之一。有人怀疑，由尼罗河水量减少引起的粮食歉收、饥荒和人口减少，还有海上民族向埃及新王国的移民，导致了埃及在青铜时代晚期和铁器时代早期的政治动荡。
使用帕尔默干旱指数针对希腊、土耳其和中东的35个气象站进行分析，结果表明，像公元1972年1月以来持续的那种干旱将影响与青铜时代晚期文明崩溃有关的所有地区,干旱很容易引发或加速社会经济问题，并引发战争。 
近期，有人认为，仲冬风暴从大西洋转移到比利牛斯山和阿尔卑斯山以北，给中欧带来了更为湿润的气候，但使东地中海进入干旱，这一现象与青铜时代晚期文明崩溃有关。

### 文化因素

#### 冶铁技术
从科技史的角度来看，青铜时代文明崩溃时期，这一地区可能经历了较为缓慢但相对而言持续的冶鐵技術的扩散，早期的冶鐵技術在公元前13世纪和12世纪开始在保加利亚和羅馬尼亞出现。 
伦纳德·帕尔默（Leonard R. Palmer）认为，铁在武器制造上优于青铜，且原材料也更爲充足，因此使得規模较大的铁器軍隊战胜规模较小的装配青铜武器、主力為馬戰車的军队。

#### 军事技术的进步
罗伯特·德鲁斯则归因于使用新式武器和铠甲的步兵的出现，他们使用铁铸的矛头、长剑、标枪等进行作战。青铜铸造厂的出现表明「人工青铜制品的在爱琴海大量生产並突然有了重要地位」。又例如在文學作品中，荷马使用「矛」一词作为「战士」的虚拟同义词更加證明了當時矛和士兵緊密聯係 
以上的新式武器，讓大批缺乏訓練的散兵，也擁有以集體同戰車單位對抗的能力。如此瓦解了以貴族駕駛戰車的諸國的統治基礎。随着入侵者开始征服、掠夺，焚烧城市，革命性的軍事技術讓本就突如其来的社会秩序崩溃雪上加霜  。

### 全面社会系統崩溃
「全面社会系統崩溃」已被用来解释发生于中欧地区公元前13 - 12世纪的骨灰瓮文化到公元前10 - 9世纪凯尔特人哈尔施塔特文化崛起之间的文化倒退。约瑟夫·塔特恩率先提出了全面社会系統崩溃论，该假设指出，作为复杂化的结果，社会的衰退可能导致社會系統崩溃并只有更为简单的社会得到復原。
在當時中东的具体条件下，多种因素包括人口增长、土壤退化、干旱、铜铸武器和冶铁技术可能综合在了一起，将武器的价格推高至一个传统军事贵族难以为继的水平。在日益脆弱和缺乏弹性的复杂社会中，各种因素的综合作用可能导致了文明的崩溃。
借用卡罗尔·托马斯（Carol Thomas）和克雷格·科南特（Craig Conant）的说法，青铜时代晚期政治、经济和社会组织的复杂性和专业化程度不断提高，使得文明组织过于复杂，以至于在受到破坏时无法一一重建。这可以解释为什么文明的崩溃如此广泛且无法恢复。青铜时代晚期的关键缺陷是其集权化、专业化、复杂化和头重脚轻的政治结构。在一系列社会政治事件（如农民起义、雇佣兵叛乱）、所有王国（迈锡尼、赫梯、乌加里特和埃及）的脆弱性、人口危机（人口过剩）以及国家之间的战争面前，这些缺陷一一暴露。
其他因素也可能给已经脆弱的王国造成了越来越大的压力，如海上民族的海盗活动中断海上贸易、干旱、作物歉收、饥荒或多利安人的迁移或入侵。

## 另見
- 希腊黑暗时代
- 埃及第三中間時期
- 社会崩溃

## 延伸阅读
- Dickinson, Oliver. . Routledge. 2007. ISBN 978-0415135900.
- Cline, Eric H. . Princeton, New Jersey: Princeton University Press. 2014. ISBN 978-0691140896.